# 林清標
林清標（1939年—），台灣雲林縣臺西鄉閩南人，綽號「標哥」。早年是縱橫臺灣南北的縱貫線老大，在江湖上有「縱貫線教父」的雅號。早年涉及多起刑案，多次逃亡行蹤成謎，因此也被媒體冠上「幽靈幫主」、「幽冥教主」等稱號，同時也是天道盟發起人之一。
1983年的改編自丁學經（筆名丁仔子）著作的臺灣黑幫電影《臺西風雲》內容謠傳取自部份林清標的背景故事，因此在當時的社會上轟動一時使得林清標聲名大噪，但也導致更加深民眾認為「雲林是黑道的故鄉」的印象耕深地固，影響至今。
林清標現在江湖已是退隱身份，並於家鄉雲林縣臺西鄉五港村擔任五條港安西府主任委員，發展宗教文化。

## 經歷
林清標早年發跡於雲林縣臺西鄉富琦村，因個性剽悍、海派以及曾經犯下殺人、搶奪、脫逃等罪行，約莫1960年代就已經知名於臺西、虎尾、西螺等雲林地區，其追隨者也多半來自臺西鄉人。
1971年3月間，林清標因犯下恐嚇勒贖等案件，與數名手下遭警方逮捕入獄並判刑十年有期徒刑。林清標與獄中另一罪犯嘉義人蘇正義策劃逃獄，兩人利用法律控訴程序，並提前得知法院開庭時間，再透過早先一步出獄的手下許秀泉聯繫父親林盤告知逃獄計劃。同年11月27日上午10時，林清標利用在臺中地方法院偵訊完畢之後，移送出法院廣場時，由埋伏在法院外的林清標之父林盤，手下丁日清、許秀泉等三人，合力在警方面前成功劫囚林清標及蘇正義兩人震驚社會，可能為當時在台灣戒嚴時期第一起在法院外成功劫囚的案件，引起軒然大波，情治單位因此展開全面緝捕，並發佈通緝懸賞金新臺幣二萬元。最終逃亡四個多月後，於1972年4月18日遭逮捕入獄，牽涉這場逃亡案的相關人士高達十多人。
1984年間，蔣經國政府實行「一清專案」全臺大掃黑，首惡份子吳瑞開，林清標也因盛名之累遭到掃黑入獄關押，並在獄中與各地角頭互相結盟並成立天道盟。並於1987年間保外就醫期間，於台北縣現今的新北市成立「雲霄會」又稱（天雲會）等幫派組織。
1989年間，林清標夥同「馬龍仔」魏進雄、天道盟成員「炮吉仔」、蔡金銅、謝益恆等人，涉嫌冒用十大槍擊要犯「林來來」林來福名義，綁架「鴻源集團」副總裁於勇明，並勒贖一億元，最終於勇明交付八千萬才得以釋放。此舉卻也引起林來福不滿，導致「馬龍仔」魏進雄遭林來福槍殺，最終林清標支付三千萬元給予林來福平息了這場紛爭。而後卻也再度因案逃亡並在1990年4月間再次遭逮捕入獄。
林清標其後在1994年至1999年間，多次因江湖紛爭被情治單位提報流氓及「治平專案」，也多次展開逃亡及入獄服刑。終究在近年之後逐步淡出江湖，於雲林縣臺西家鄉及雙北市等地區從事工業工程及發展廟宇文化，並與臺灣各地政商關係良好，訪客絡繹不絕。

## 軼聞
林清標於臺灣江湖發展已久，旗下人馬眾多，如早年的嘉義角頭「瘋琴」盧照琴、彰化槍擊要犯「黑牛」黃鴻寓在早期也曾經被視為是林清標人馬，而後來遭林來福槍殺的「馬龍仔」魏進雄也曾經是出身於盧照琴的旗下。
部份大眾媒體及名嘴常將丁日清（協助林清標逃獄者）、丁世經（臺西風雲一書作家）混淆為同一個人，兩人雖同樣是雲林縣臺西鄉人，且都犯下罪行而入獄，但時空及背景全然不同。
前者丁日清聞名於1971年11月時年23歲，於臺中成功劫囚林清標逃獄，而被通緝追捕入獄關押，出獄後聞名各地成為大哥級人物，而後最終在1981年11月5日於雲林西螺因為敬酒糾紛，遭到虎尾人林明義唆使褒忠鄉人章金樹向丁日清連開三槍所槍殺。
後者丁世經，1982年2月時年16歲，犯下協助當時的四大槍擊要犯羅清錦躲避警察追捕，並且在國道上與警方展開警匪飛車追逐而震驚社會，遭逮捕入獄後在獄中以自己經歷寫下《臺西風雲》一書，並在1983年由時任雲林縣副議長陳清秀出資，並由丁世經之父丁耀林擔任編劇導演，改編成電影。